# 後根神経節

後根神経節と脊髄の関係

後根神経節（こうこんしんけいせつ、英語: dorsal root ganglion）とは、脊髄後根（背根）にある神経節であり、末梢からの感覚情報の中継点として機能する神経細胞の集団である。背根神経節ともいう。後根のみに神経節が存在することから、根の名を付さずに脊髄神経節とも呼ばれる。
脊髄から前根（腹根）を通って出る運動神経路と、後根を通って感覚情報を伝える知覚神経路の最も大きな違いは、後根のみに神経節が存在する事実である。神経節とは、中枢神経外に存在し特定の機能を担った神経細胞体の集合と定義され、中枢内における神経核と対比される。
後根神経節にある神経細胞は、発生中に神経管の背側に形成される「神経堤」と呼ばれる部分からの細胞が、両側へ遊走した後に神経細胞へと分化することが明らかになっている。神経節に定着した細胞からは、二本の平行した神経突起が出るが、その突起は間もなく二方向にそれぞれ伸びることとなる。一方の突起は脊髄に向かい後根を形成しながら脊髄内へ進入し、脊髄髄質で種々の中継核に接続する場合が多いが、中継なしに後索を上行する線維もある。他方の突起は逆に伸長して、皮膚に終わったり、種々の感覚器と結合する。こうして後根神経節の細胞は、末梢の知覚が脊髄に運ばれる情報の中継点として機能することになる。
後根神経節の内部には、神経細胞体のほかに、それよりも小さな細胞が数多く存在する。これは神経細胞と同じく神経堤に由来しており、衛星細胞または外套細胞と呼ばれる。この細胞は中枢におけるグリア細胞や末梢の軸索周囲にあるシュワン細胞と同様、ミエリンを形成したり神経細胞を栄養する機能を持っている。
反射弓の回路は、後根神経が脊髄内で介在神経を介して運動神経に結合することによってできるから、後根神経の神経は、この回路の構築に極めて重要だと言える。後根神経は、数種の皮膚知覚（熱痛覚、粗大触覚、識別覚、深部知覚）の他、腱（ゴルジ腱器官）や筋紡錘からの、固有知覚などに関する多様な神経を含む集団である。